# Vincenzo Valente
Vincenzo Valente (21. Februar 1855 in Corigliano Calabro – 6. September 1921 in Neapel) war ein italienischer Komponist und Tondichter, insbesondere bekannt für seine Neapolitanischen Lieder und Operetten.

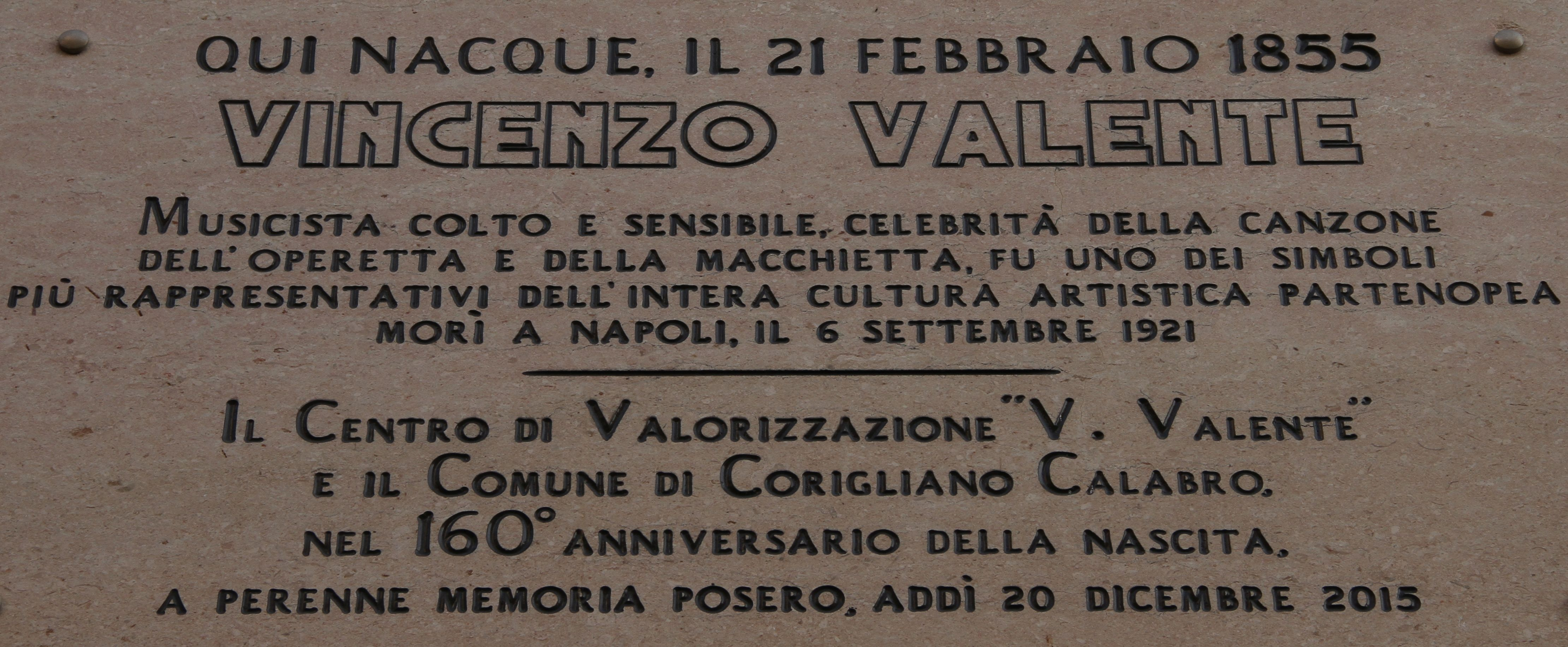
Gedenktafel in Valentes Geburtsort Corigliano Calabro

## Leben
Sein berühmtes Lied Ntuniella komponierte er im Alter von 15 Jahren. Es schloss sich eine Zusammenarbeit mit dem Dichter Giambattista de Curtis an, für den er unter anderem das Lied A pacchianella vertonte.
Er komponierte ein knappes Dutzend Operetten, darunter I granatieri von 1888. Er war Autor und Texteschreiber für den Schauspieler Nicola Maldacea, bekannt in den italienischen Komödien Macchiette. Sein Hauptwerk waren jedoch die Kompositionen zahlreicher neapolitanischer Lieder, darunter (Tiempe belle) einem der bekanntesten aus dem Jahr 1916.
Er war Mitglied der sogenannten Künstlervereinigung Società dello Scorfano, die unter anderem selbstironisch die Hässlichkeit ihrer Mitglieder unterstrich und zu deren Reihen auch der Dichter Ferdinando Russo zählte.

## Werke

### Bekannte Operetten
- I granatieri (Teatro Gerbino Turin, Herbst 1889)
- Pasquita
- Signorina Capriccio
- L’usignolo
- Vertigini d’amore

### Berühmte Lieder
- A capa femmena
- Peppì, Comme te voglio amà
- E cerase
- Canzona amirosa
- I’ Pazziava
- A galleria nova
- A bizzuchella
- Canzona cafona
- Cammisa affatata
- O campanello
- A sirena
- Montevergine
- Notte sul mare
- O scuitato
- A cammisa
- Manella mia
- L’ammore ’n campagna
- Tarantella e lariulà
- O napulitano a Londra
- Tiempe belle
- Jou-jou
- Bambola
- Uocchie Mariuole (Musik: V. Valente, Text: Francesco Paolo Leone)
- Matalè (Text: S. Di Giacomo) 1895 (ed. Ricordi)
- Luna curtese